# Freies Gemeindekonsortium Ragusa

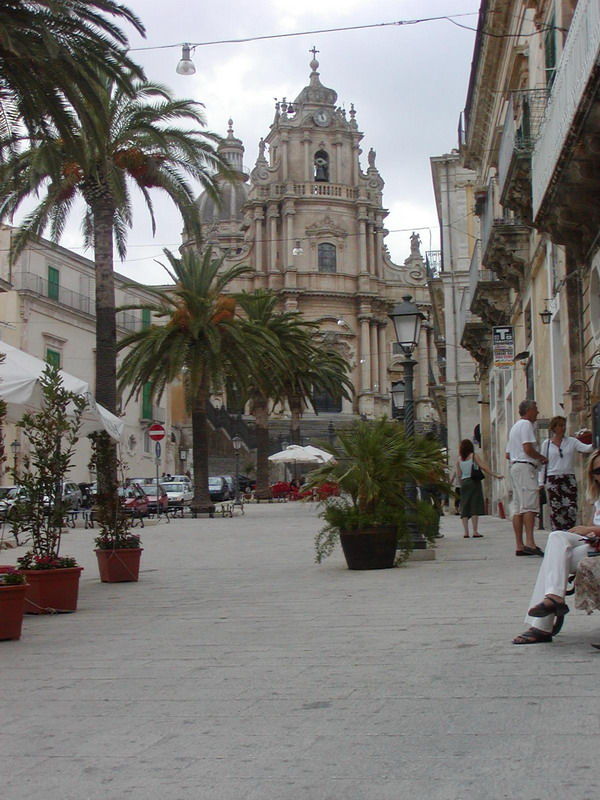
Kirche San Giorgio in der Provinzhauptstadt Ragusa

Das Freie Gemeindekonsortium Ragusa (italienisch Libero consorzio comunale di Ragusa) ist eine Verwaltungseinheit der Autonomen Region Sizilien in Italien. Hauptstadt ist Ragusa. Es entstand durch Umwandlung der Provinz Ragusa (italienisch Provincia di Ragusa) mit dem Regionalgesetz Nr. 8 vom 24. März 2014 und den Regelungen des Regionalgesetzes Nr. 15 vom 4. August 2015.

## Geografie
Das Freie Gemeindekonsortium liegt an der Südspitze Siziliens. Im Norden grenzt es an das Freie Gemeindekonsortium Caltanissetta und die Metropolitanstadt Catania, im Osten an das Freie Gemeindekonsortium Syrakus. Auf einer Fläche von 1.614 km² leben rund 319.236 Einwohner (Stand 31. Dezember 2023).
Im Gebiet liegt das Schutzgebiet Pantani della Sicilia sud orientale.
Das Freie Gemeindekonsortium ist in zwölf Gemeinden gegliedert.
Größte Gemeinden (Stand: 31. Dezember 2023):
| Gemeinde | Einwohner |
| -------- | --------- |
| Ragusa   | 73.736    |
| Vittoria | 64.649    |
| Modica   | 53.485    |
| Comiso   | 30.086    |
| Scicli   | 26.813    |

→ Alle Gemeinden

## Sehenswürdigkeiten
Die Städte Ragusa, Modica und Scicli zählen zu den spätbarocken Städten des Val di Noto, die zum UNESCO-Welterbe erklärt wurden.